# حمله به بحرین (۱۷۸۳)
حمله به بحرین یا جنگ بوشهر و الزباره در سال ۱۷۸۳ به دست شیخ‌نشین الزباره رخ داد که با پیروزی الزباره و پایان حکومت دودمان زندیان و ایران بر بحرین همراه بود.